# 竹山連興宮
連興宮，是一座主祀媽祖的廟宇，位於臺灣南投縣竹山鎮，是南投縣縣定古蹟。該廟是竹山、鹿谷地區居民口中的「媽祖廟」或「媽祖宮」，是該區域之媽祖信仰中心，位於竹山路與下橫街交口處鬧區內。

## 沿革
該廟創建年代有二種說法，一為乾隆七年（1742年），另一為乾隆二十一年（1756年），原本名天上宮，大約清代中葉咸豐年間，經大規模重修之後改名，是當時沙連堡的信仰中心。當時，當地人把田仔溪以北的地區稱為「沙連堡」，而「連興」就是「沙連堡興旺」的意思。

## 建築及古物
該廟前殿為傳統建築，因年代久遠，為南投縣縣定古蹟。牆壁為土角磚建造；屋頂覆蓋琉璃瓦，燕尾作飛龍狀。
雖經多次修建，仍保有多種古物，如神龕門首的「德佈山海」匾額立於昭和11年(1936年)與「海澨恩深」匾額立於民國35年(1946年)、右壁外牆邊的「正堂馬示」又名「歲納稻穀定例充為媽祖香燈碑記」立於乾隆43年(1778年)與「嚴禁勒索竹排船伕碑」立於道光4年(1824年)的石碑、宮門兩側的石獅及其基座、正門及其左右邊門的門腳石、宮內圓柱柱礎等。

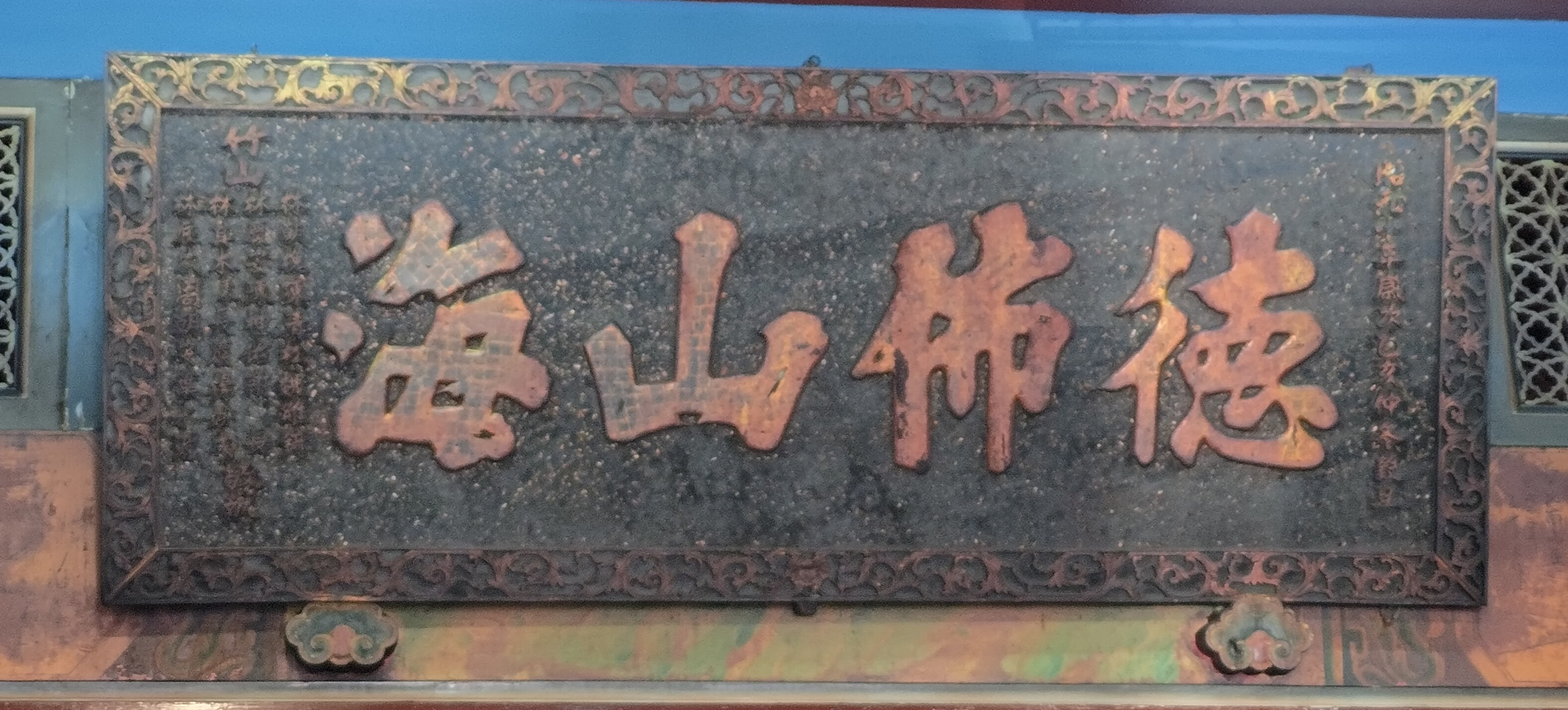
“德佈山海”古匾
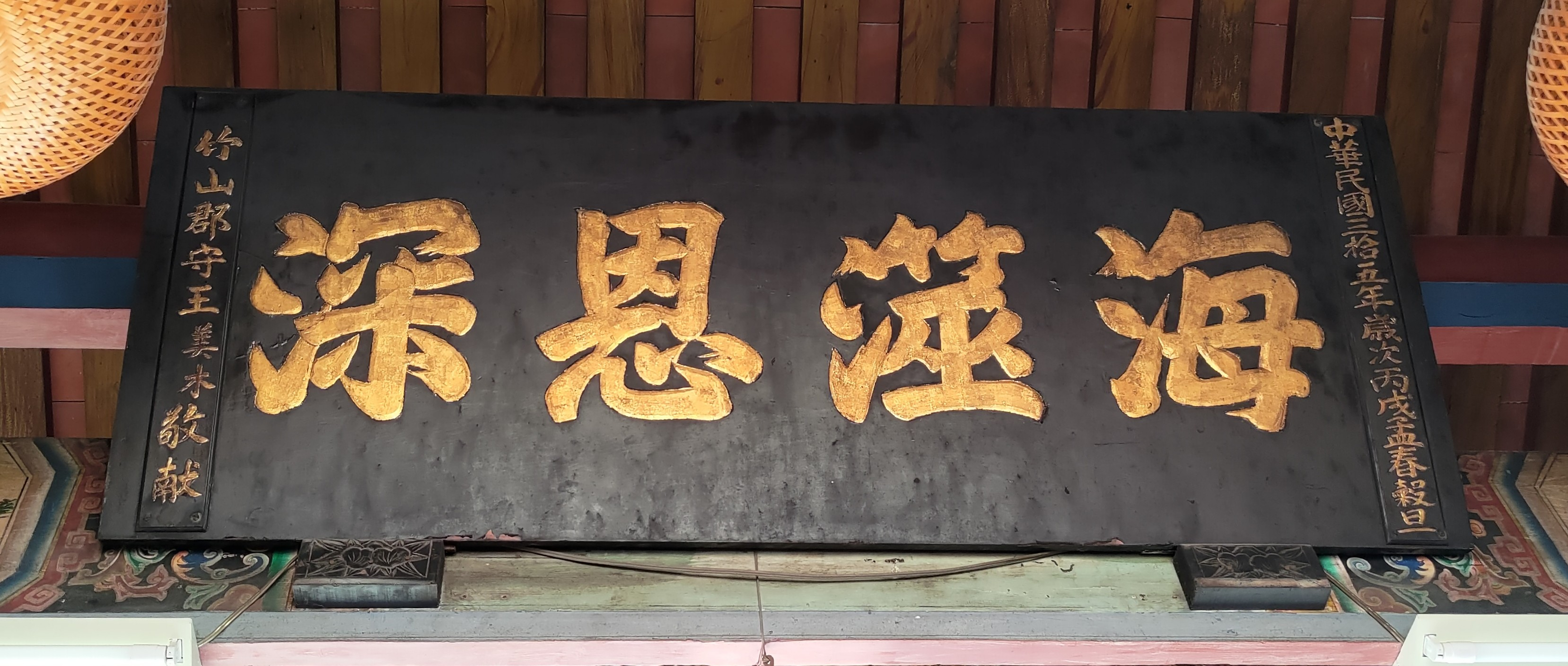
“海澨恩深”匾額
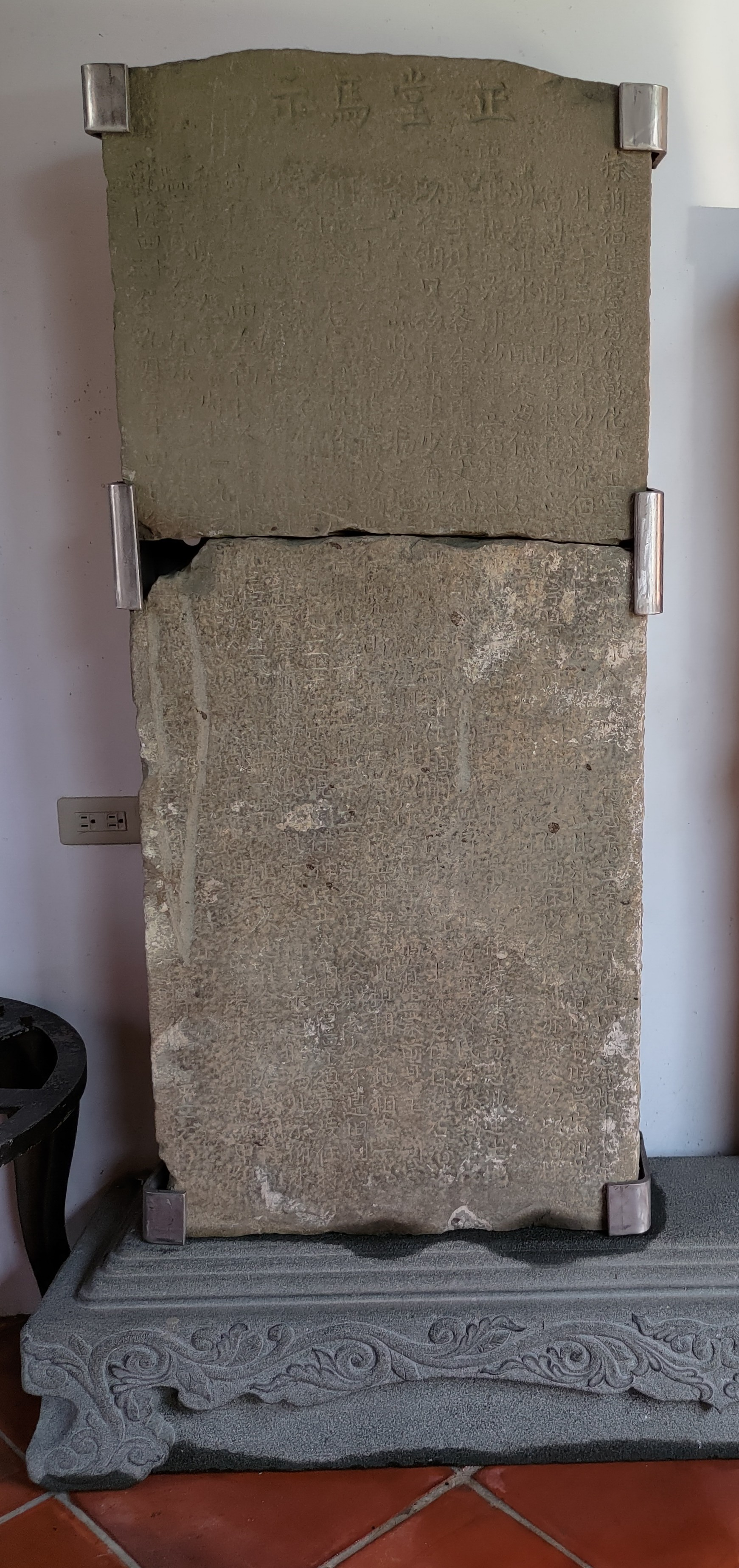
“正堂馬示”又名“歲納稻穀定例充為媽祖香燈碑記”石碑
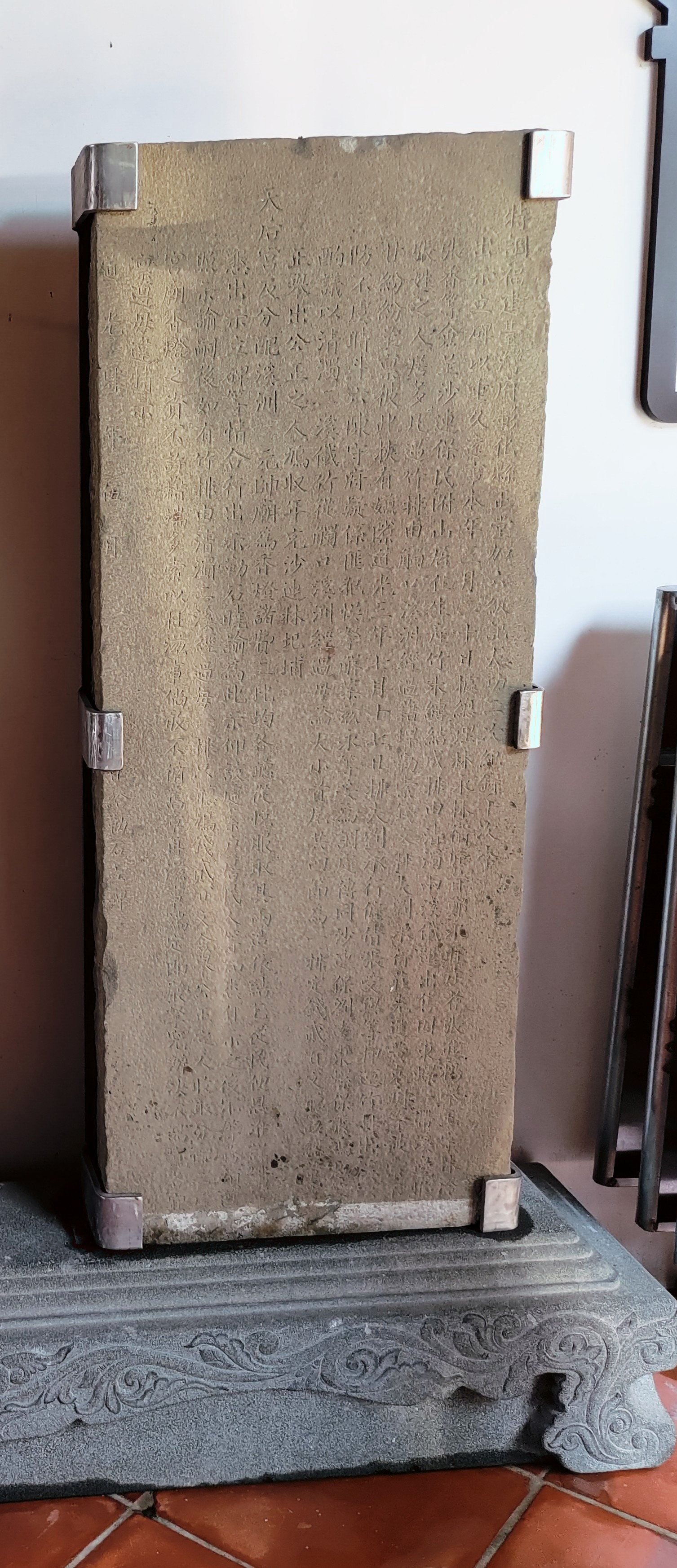
嚴禁勒索竹排船伕碑
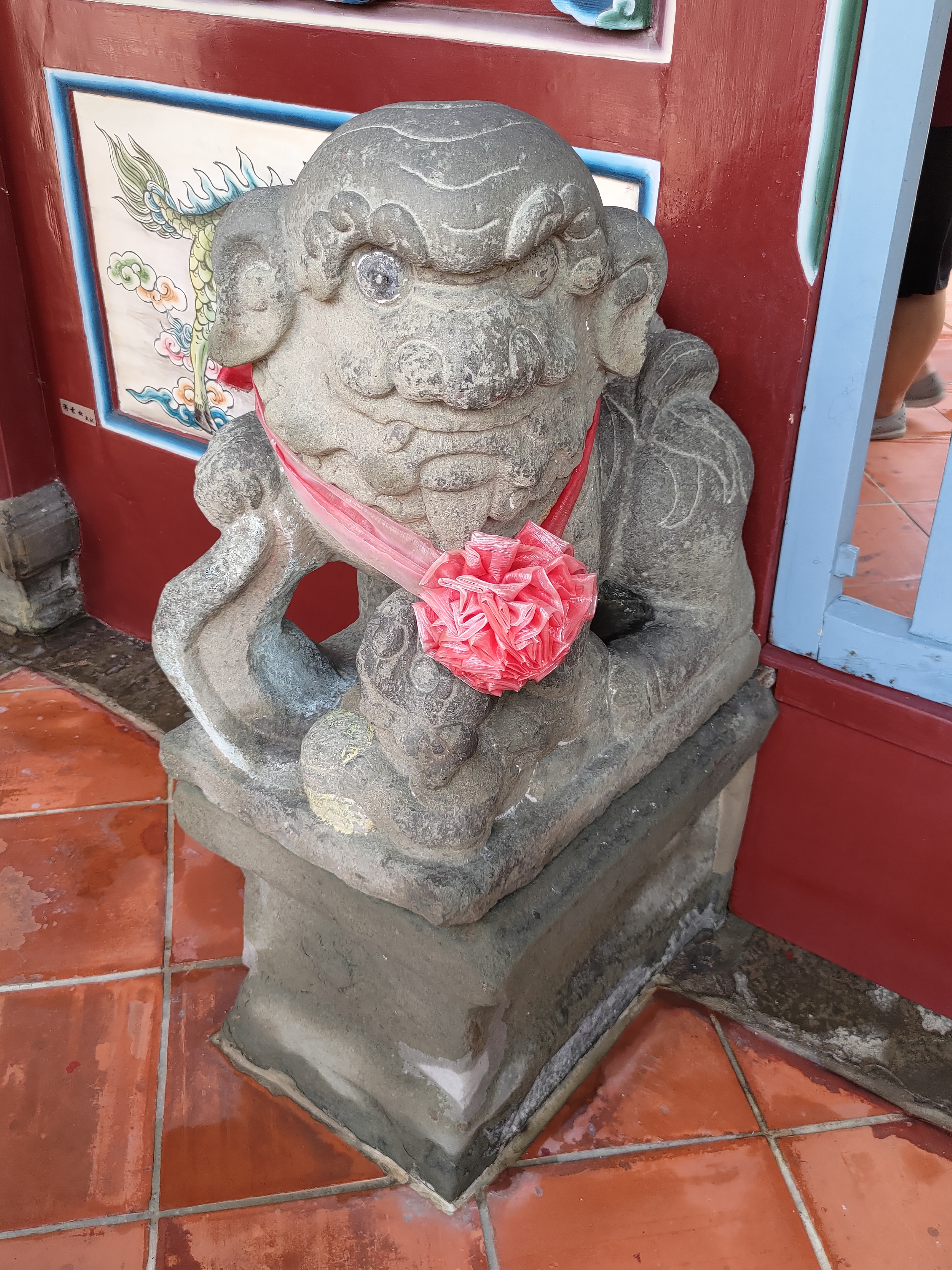
竹山連興宮石獅母
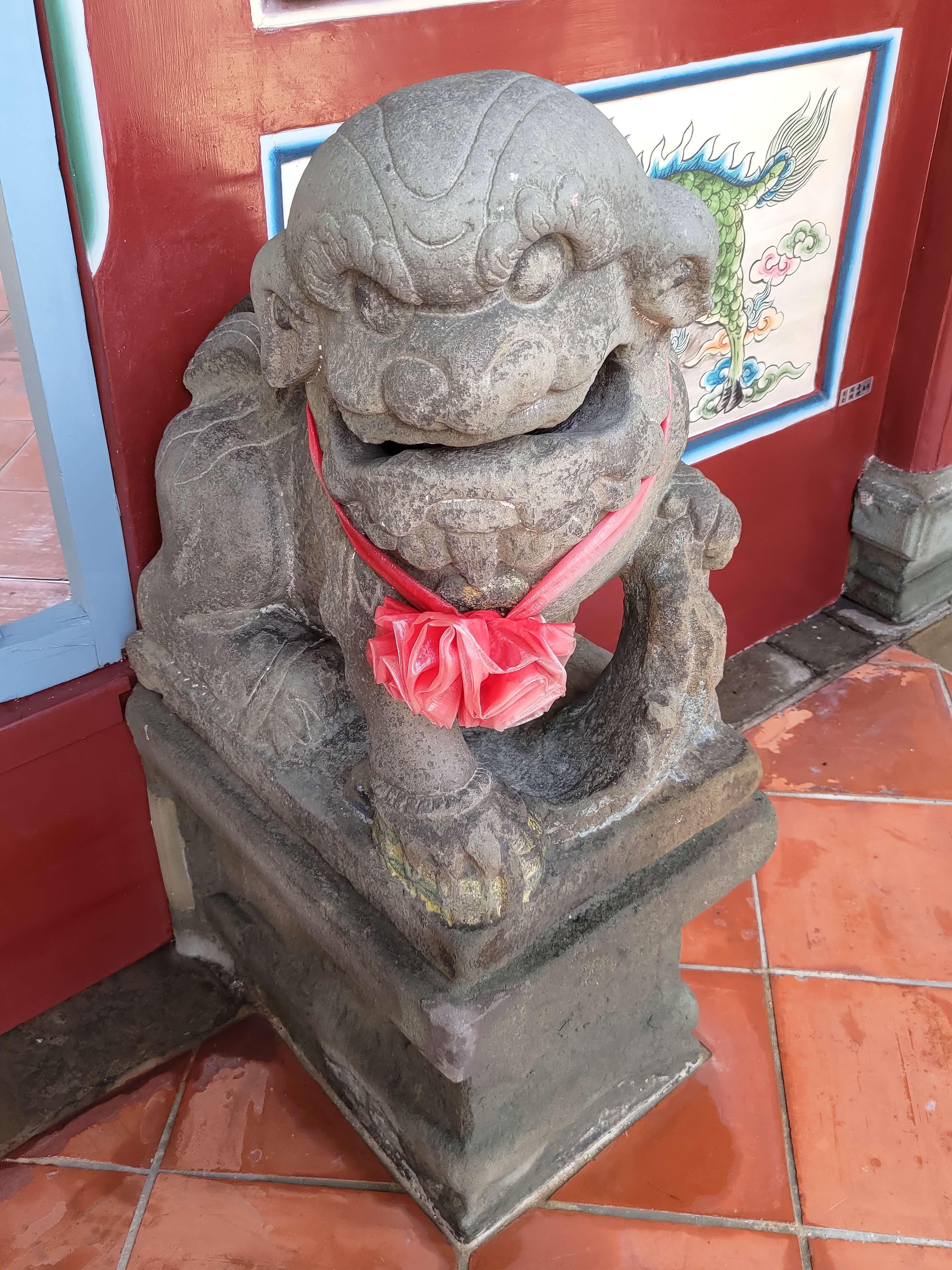
竹山連興宮石獅公

## 祀奉神尊

### 主祀
- 媽祖：黑面二媽祖雖為木雕，但其肢體可活動屈折，為「軟身媽祖」。該神尊原為竹山鎮社寮地區武德宮所奉祀的媽祖娘娘，並因武德宮整修而暫駐此處；後來，媽祖聖示願常駐連興宮，因此每年有社寮地區例行前來迎回軟身媽巡視的活動。[1][5]

### 陪祀
- 觀音佛祖 祀於後殿
- 十八羅漢 祀於後殿，原祀於竹山路與橫街交接口觀音亭，1911年觀音亭遭火焚後改祀於此
- 左右協護千里眼與順風耳：兩尊神像為一福州籍師父所雕製。
- 註生娘娘。
- 十二位產婆：一般稱作「十二婆姐」，其神像各具姿態，各司其職，保祐婦女生產安全及嬰幼兒平安成長。
- 神農聖帝
- 三官大帝
- 虎爺祀於主殿神桌下

## 軼事
- 該廟所在地區眾多居民自幼即是該廟媽祖的契子。
- 該廟於921地震中土造牆壁發生若干毀損，但也因而露出其古拙原貌。
- 該廟公石獅曾一度失竊，但已於2016年尋回。

## 註解及參考資料
1. 1 2  . www.chushang.gov.tw. 2011-07-20  [2017-10-20]. （原始内容存档于2016-10-26） （中文（臺灣））.
2. ↑  本碑立於清乾隆四十三年（1778年），為長方形立體石碑，崁在連興宮前殿右壁外牆上，似有部份碑體被埋，高54公分，寬63公分，厚11.5公分，碑面風化嚴重，部份字蹟已經模糊，此碑似在描記乾隆二十七年秋，彰化知縣胡邦翰勘察水沙連，諭告居民凡水沙連堡沿山一帶，未報墾納賦者，應照一九稅之例，繳年租約二千元，配入本廟，充作香燈之費」一事，據傳此後連興宮香火盛極一時。九二一地震，本宮於修建過程中挖出深藏地下五十年的「正堂馬示」斷碑，原本失落五分之三的乾隆古物終得完整合一。
3. ↑  本碑立於清道光四年（1824年），在連興宮前殿右壁外，高132.5公分，寬61.5公分，厚11.5公分。當時陸路交通不便，清水溪、濁水溪未淤積，竹農山產竹木綑綁成排，順水而下彰化之溪州北斗市場出售，押送竹排的人稱為「排夫」。此碑記載當時解決排夫被勒索糾紛，以及約定每排抽二百文充為連興宮及元帥廟香燈諸實，並規定雙方不可再無理滋事，否則送官辦理，決不原諒。
4. ↑  連興宮的石獅，自古以來即為竹山地區兒童愛好嬉戲之處。獅子口中有石球，但又緊咬著牙關。 九二一震災後，一雙石獅中的公獅於夜間遭竊，而後只得補造一尊安置於原處。
5. ↑  . bachbeethoven.blogspot.tw.   [2017-10-20]. （原始内容存档于2017-10-20）.

## 外部鏈結
- 竹山連興宮的Facebook專頁
- 東海大學圖書館館訊 ─ 陳靜宜_南投竹山連興宮媽祖廟匾聯初探 （页面存档备份，存于）
- 竹山鎮連興宮媽祖廟 @ 廟宇和傳統宗教信仰部落格 :: 隨意窩 Xuite日誌 （页面存档备份，存于）
- 社寮武德宮(民俗篇) （页面存档备份，存于）